# 2017 en sport
Cet article présente les faits marquants de l'année 2017 en sport.

## Principaux événements sportifs de l'année 2017

### Par dates(date de début)

#### Janvier
- 2 au 14 : Rallye Dakar (auto-moto-camion) en Amérique du Sud. Stéphane Peterhansel remporte son 13e Rallye Dakar, le 7e dans la catégorie Autos.
- 4 janvier : le français Robert Marchand établit le record de l'heure en cyclisme sur piste dans la catégorie (créée pour lui) des plus de 105 ans.
- 11 au 29 : 25e édition des championnats du monde de handball masculin en France.
- 14 janvier au 5 février : Coupe d'Afrique des nations de football 2017 au Gabon, remportée par l'équipe du Cameroun.
- 17 au 29 : Open d'Australie de tennis victoire de Serena Williams et chez les hommes de Roger Federer qui remporte à 35 ans son 18e Grand Chelem.
- 19 janvier : Armel Le Cléac'h remporte le Vendée Globe 2016-2017
  - 26 janvier : Francis Joyon et cinq hommes d'équipage battent le record du tour du monde à la voile en 40 j 23 h 30 min 30 s dans le cadre du Trophée Jules-Verne.
- 25 au 29 : 109e édition des championnats d'Europe de patinage artistique à Ostrava en République tchèque.

#### Février
- 3 : Remise de la 3e partie du dossier de candidature pour les JO 2024
- 3 au 5 : 1er tour de la Coupe Davis 2017
- 5 : 51e édition du Super Bowl
- 4  au 18 mars 2017 : Tournoi des Six Nations en rugby
- 6 au 19 : 44e édition des championnats du monde de ski alpin à Saint-Moritz en Suisse
- 11 au 12 : 1er tour de la Fed Cup 2017
- 9 au 19 : 49e édition des Championnats du monde de biathlon à Hochfilzen en Autriche
- 18 au 26 : 8e édition des Jeux asiatiques d'hiver à Sapporo au Japon.
- 19 février : 66e édition du NBA All-Star Game de basketball à La Nouvelle-Orléans.

#### Mars
- 5 au 12 : Paris-Nice en cyclisme
- 13 : En rugby, le Racing 92 et le stade français annoncent leurs fusions. Les protestations font annuler le projet le 18.
- 18 : Milan-San Remo, en cyclisme
- 26 : Premier grand prix de Formule 1 à Melbourne en Australie.

#### Avril
- 2 : 33e édition de WrestleMania
- 9 : 115e édition de Paris-Roubaix, en cyclisme
- 12 au 16 : Championnats du monde de cyclisme sur piste à Hong-Kong.
- 15 et 16 avril : 40e édition des 24 Heures Moto.
- 17 au 23 : Masters 1000 de Monte-Carlo à Roquebrune-Cap-Martin.
- 23 au 25 : Visite à Los Angeles de la commission d'évaluation du CIO pour la candidature des JO 2024
- 23 : Liège-Bastogne-Liège, en cyclisme
- 23 : Le Clasico entre le Real Madrid et le FC Barcelone en Liga Santander.

#### Mai
- 5 au 21 : 81e édition du championnat du monde de hockey sur glace (Allemagne et France) à Cologne (Allemagne) et Paris (France).
- 5 au 28 mai : 100e Tour d'Italie cycliste.
- 14 au 16 : Visite à Paris de la commission d'évaluation du CIO pour la candidature des JO 2024
- 20 : 2e e-Grand Prix de Paris de Formule-e
- 21 au 28 : Championnats du monde de surf (World Surfing Games) à Biarritz
- 24 : Finale de la Ligue Europa de football à Solna en Suède
- 26 (au 12 juin) : Coupe Louis Vuitton (matchs de qualification pour l'America's Cup) en voile, aux Bermudes
- 22 (au 11 juin) : Internationaux de France de tennis à Roland-Garros, à Paris

#### Juin
- 1er au 12 juin : Finales NBA en basket-ball.
- 2 juin au 8 juillet : Ligue mondiale de volley-ball
- 2 au 4 juin : Final Four de handball de Ligue des champions de l'EHF à Cologne en Allemagne.
- 3 juin : Finale de la Ligue des Champions de football, à Cardiff, Pays de Galles.
- 4 au 11 juin : Critérium du Dauphiné, en cyclisme
- 10 et 11 juin : Finales de Roland Garros 2017, en tennis
- 17 et 18 : La 85e édition des 24 Heures du Mans est enlevée par Porsche, qui engrange son 19e succès dans la classique mancelle.
- 17 (au 2 juillet) : Ouverture de la Coupe des Confédérations de football.
- 16 au 27 juin : Championnat d'Europe de basket-ball féminin
- 17 au 27 juin : 35e Coupe de l'America en voile, aux Bermudes
- 25 juin : Départ de la transatlantique The Bridge (multicoques Ultimes contre Queen Mary 2) à Saint-Nazaire, France.

#### Juillet
- 1re au 23 juillet : 104e Tour de France cycliste.
- 2 juillet : Finale de la  Coupe des Confédérations de football 2017
- 3 au 16 juillet : Tournoi de tennis de Wimbledon, en Angleterre.
- 7 au 30 juillet : 40e Tour de France à la voile.
- 12 au 28 juillet : Championnats du monde de natation 2017 à Budapest, en Hongrie.
- 21 au 30 juillet : VIIIes Jeux de la Francophonie à Abidjan, en Côte d'Ivoire.
- 16 juillet au 6 août : 12e édition du Championnat d'Europe de football féminin aux Pays-Bas.

#### Août
- 2 au 6 août : 23e Championnats d'Europe de cyclisme sur route à Herning au Danemark.
- 5 au 13 : Championnats du monde d'athlétisme 2017 à Londres, Royaume-Uni.
- 9 au 27 : 8e édition de la Coupe du monde de rugby à XV féminin.
- 18 au 27 août : 23e édition de l'Afrobasket féminin, Mali.
- 19 août au 10 septembre : 72e Tour d'Espagne cycliste.
- 19 août au 7 octobre : The Rugby Championship en rugby.
- 21 au 26 : 67e Championnats du monde de lutte à Paris.
- 28 août au 3 septembre : 35e Championnats du monde de judo à Budapest en Hongrie.
- 28 août au 10 septembre : US Open de tennis à Flushing Meadows à New York.
- 31 août au 17 septembre : 40e édition du Championnat d'Europe de basket-ball masculin.

#### Septembre
- 2 septembre : championnats du monde de judo à Budapest.
- 8 au 16 septembre : 29e édition de l'Afrobasket masculin, Sénégal et Tunisie
- 9 et 10 septembre : Finales de l'US Open 2017 en tennis.
- 13 septembre : 131e session du CIO à Lima au Pérou. Election des villes-hôte des Jeux olympiques de 2024 et 2028.

17 au 24 septembre : 84e Championnats du monde de cyclisme sur route à Bergen en Norvège.
- 23 au 1er octobre : Championnats du monde de slalom (canoë-kayak) 2017 à Pau, France.
- 23 et 24 septembre : 33e édition des 24 heures camions au Mans.

#### Octobre
- 1 octobre : Motocross des nations 2017 au Royaume-Uni.
- 22 au 29 octobre : Masters féminin de tennis à Singapour.
- 27 octobre au 2 décembre : Coupe du monde de rugby à XIII 2017 en Australie, Nouvelle-Zélande et Papouasie-Nouvelle-Guinée.
- 30 octobre : Lewis Hamilton est sacré champion du monde de Formule 1 pour la 4e fois de sa carrière.

#### Novembre
- 5 novembre : Départ de la 13e Transat Jacques Vabre, en voile, au Havre.
- 9 au 13 novembre : Championnats du monde de sambo femmes, hommes et combat à Sotchi en Russie[1]
- 12 au 19 novembre : Masters masculin de tennis  à Londres au Royaume-Uni.
- 22 et 29 novembre : Finales de la Copa Libertadores en football remporter par les brésiliens de Grêmio.
- 24 novembre au 26 novembre : La France remporte la finale de la Coupe Davis face à la Belgique, à Villeneuve-d’Ascq en France.

#### Décembre
- 1 au 17 décembre : Championnat du monde de handball féminin 2017 en Allemagne. L'équipe de France féminine de handball devient championne du monde de handball féminin en battant l'équipe de Norvège de handball féminin tenante du titre
- 6 au 16 décembre : Coupe du monde des clubs de la FIFA 2017 aux Émirats arabes unis.
- 17 décembre : François Gabart bat le record du tour du monde à la voile en solitaire en 42 j 16 h 40 min 35 s[2].
- 29 au 30 décembre : Tournée des quatre tremplins de saut à ski à Oberstdorf en Allemagne.

## Par sport

### Rugby à XIII
- 7 mai : à Avignon, Carcassonne remporte la Coupe de France face à Lézignan 30-24.
- 3 juin : à Narbonne, Limoux remporte le Championnat de France face à Lézignan 24-22.
- 2 décembre : L'Australie remporte la Coupe du monde de rugby à XIII.
  - Article de fond : Coupe du monde de rugby à XIII 2017

### Voile
- Armel Le Cléac'h remporte la 8e édition du Vendée Globe en 74 j 3 h 35 min 46 s, nouveau record de l'épreuve
- Ian Lipinski remporte la 21e édition de la Mini transat la Boulangère, entre La Rochelle et Le Marin avec escale aux Canaries, en proto et Erwan Le Draoulec en série